# Детињци
Детињци се славе трећу недељу пред Божић. Тога дана ујутру рано, или по доласку из цркве са богослужења, одрасли везују децу. За везивање се користи марама јер је мека и не може повредити дечију кожу. Обично се завежу ноге или руке, па се једним делом завеже за сто или столицу. Везивање за Детињце, Материце и Оце, има вишеструку симболику. Прво симболизује чврсте породичне везе, слогу, мир, поштовање и међусобно помагање у свим приликама. Друго, упућује укућане на штедљивост и истрајност у врлинама, јер онај ко поседује поштено зарађену имовину и добра дела, лако ће себе откупити у свим споровима пред земаљским судовима, а посебно на последњем Страшном суду, где ће се само вредновати оно шта је у свом животу човек добро учинио.
Добра и штедљива деца прикупе нешто средстава штедњом па за тај дан набаве неку част и дреше се онима који их вежу.